# Eurovisiesongfestival 1964

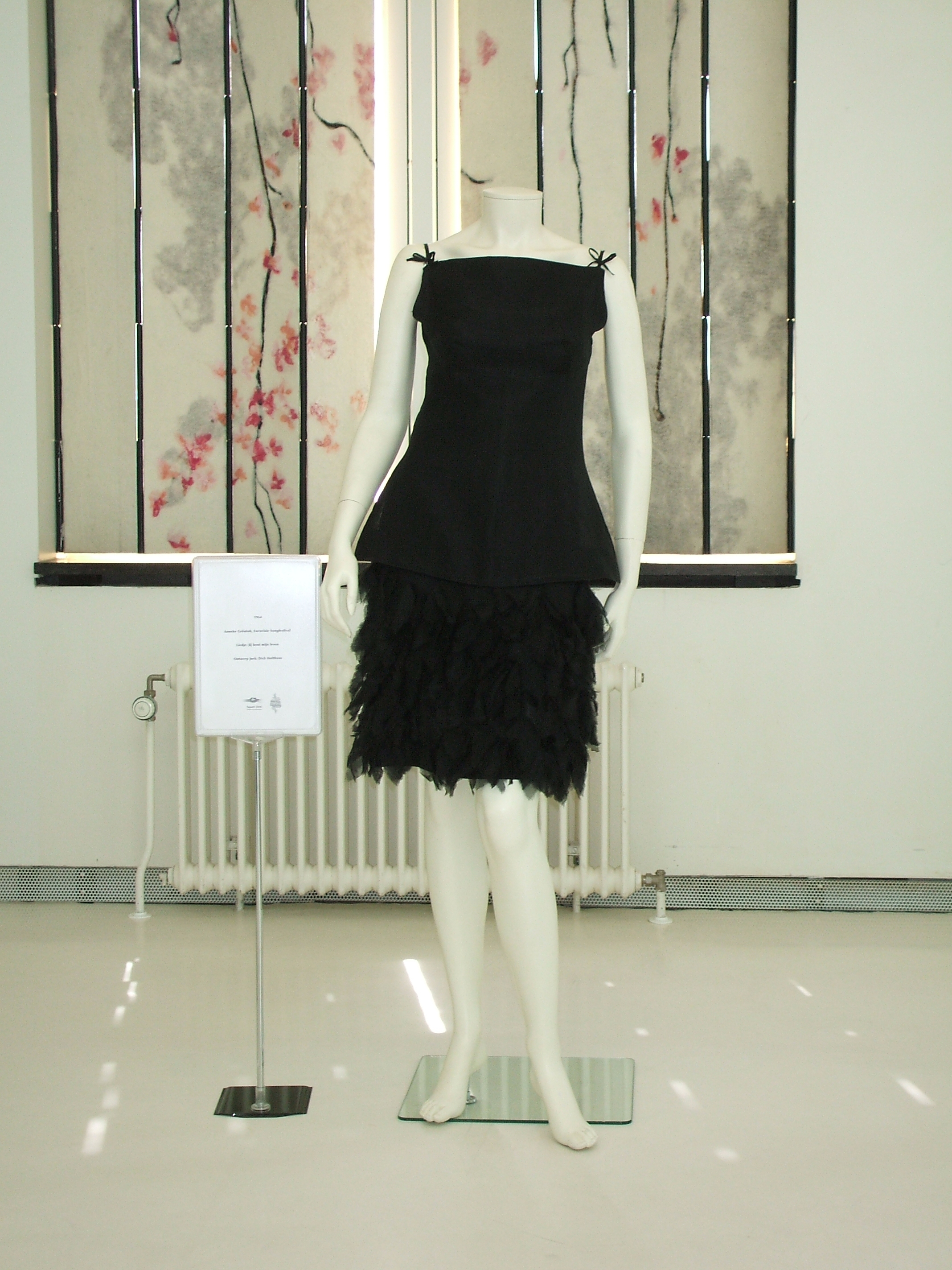
De jurk van Anneke Grönloh

Het Eurovisiesongfestival 1964 was het negende Eurovisiesongfestival en vond plaats op 21 maart 1964 in Kopenhagen, Denemarken. Het programma werd gepresenteerd door Lotte Wæver. Van de 16 deelnemende landen won Italië met het nummer Non ho l'età, uitgevoerd door Gigliola Cinquetti, op dat moment de jongste deelnemer ooit. Dit lied kreeg 49 punten, 34% van het totale aantal punten.
Met 17 punten werd Verenigd Koninkrijk tweede, gevolgd door Monaco op de derde plaats met 15 punten.
Er deed zich een politiek protest voor na het optreden van de Zwitserse zangeres Anita Traversi. Een man kwam het podium oprennen, terwijl hij een spandoek bij zich droeg met een oproep tot een boycot tegen Franco en Salazar. Terwijl dit aan de gang was, kregen de televisiekijkers een shot van het scorebord te zien. Nadat de man verwijderd was ging de wedstrijd weer verder.
Van dit songfestival is geen bewegend beeld bewaard gebleven. Dit is ook met 1956 het geval. Slechts van de winnaars (Lys Assia in 1956 en Gigliola Cinquetti in 1964) is er bewegend beeld.

## Interludium
Tijdens het tellen van de stemmen was er een optreden te zien van het Ballet-Harlequinade.

## Puntentelling

### Stemstructuur
Net als vorig jaar werden in de nationale jury van 10 juryleden punten toegekend aan elk liedje. Het liedje met het meest aantal stemmen, kreeg vijf punten. De tweede keus kreeg drie punten en de derde plaats kreeg één punt van dat land.
Als er maar twee liedjes stemmen kregen binnen een jury, kreeg het meest populaire lied 6 punten en het andere lied 3 punten. Als een lied alle stemmen binnen een bepaalde jury kreeg, zou het worden beloond met 9 punten.

### Score bijhouden
De score werd bijgehouden op een scorebord dat in de zaal hing.

### Resultaat
| Plaats | Land                | Artiest(en)        | Lied                                      | Punten |
| ------ | ------------------- | ------------------ | ----------------------------------------- | ------ |
| 1      | Italië              | Gigliola Cinquetti | Non ho l'età                              | 49     |
| 2      | Verenigd Koninkrijk | Matt Monro         | I love the little things                  | 17     |
| 3      | Monaco              | Romuald            | Où sont-elles passées ?                   | 15     |
| 4      | Frankrijk           | Rachel             | Le chant de Mallory                       | 14     |
| 4      | Luxemburg           | Hugues Aufray      | Dès que le printemps revient              | 14     |
| 6      | Oostenrijk          | Udo Jürgens        | Warum nur, warum?                         | 11     |
| 7      | Finland             | Lasse Mårtenson    | Laiskotellen                              | 9      |
| 8      | Noorwegen           | Arne Bendiksen     | Spiral                                    | 6      |
| 9      | Denemarken          | Bjørn Tidmand      | Sangen om dig                             | 4      |
| 10     | België              | Robert Cogoi       | Près de ma rivière                        | 2      |
| 10     | Nederland           | Anneke Grönloh     | Jij bent mijn leven                       | 2      |
| 12     | Spanje              | Tim, Nelly & Tony  | Caracola                                  | 1      |
| 13     | Joegoslavië         | Sabahudin Kurt     | Život je sklopio krug                     | 0      |
| 13     | Duitsland           | Nora Nova          | Man gewöhnt sich so schnell an das Schöne | 0      |
| 13     | Zwitserland         | Anita Traversi     | I miei pensieri                           | 0      |
| 13     | Portugal            | António Calvário   | Oração                                    | 0      |

## Deelnemers

### Terugkerende artiesten
| Land        | Artiest        | Plaats | Eerdere deelname | Plaats toen |
| ----------- | -------------- | ------ | ---------------- | ----------- |
| Zwitserland | Anita Traversi | 13     | Zwitserland 1960 | 8           |

### Nationale keuzes
De Deense deelnemer Bjørn Tidmand en de Finse deelnemer Lasse Mårtenson waren in 1963 al eens tweede geëindigd in hun nationale preselectie.
In Noorwegen probeerde Inger Jacobsen (ESF 1962) opnieuw deel te nemen, net als Wencke Myhre die later nog furore zou maken en namens Duitsland aan zou treden. Denemarken had zoals elk jaar oud-deelnemers in zijn rangen dit jaar waren dat Gustav Winckler, Raquel Rastenni en Dario Campeotto. Lola Novaković probeerde het nog eens in Joegoslavië.

### Debuterende landen
- Portugal (zie ook Portugal op het Eurovisiesongfestival)

### Terugtrekkende landen
- Zweden: Zweden trok zich terug in verband met een boycott door zangers, het land zond het songfestival wel uit. (zie ook Zweden op het Eurovisiesongfestival)

### Kaart

Deelnemende landen
Landen die al meegedaan hebben maar niet meedoen